# Měšťanský pivovar Vodňany
Měšťanský pivovar (německy Bürgerliche Brauerei) ve Vodňanech stával v budově dnešního Městského úřadu na náměstí Svobody 17. Byl to významný regionální pivovar založený ve 14. století, jeho činnost byla ukončena v roce 1942.

## Historie
Měšťanský pivovar byl založen 1. ledna 1336. V té době bylo městu Vodňany přiděleno privilegiem krále Jana Lucemburského právo vařit pivo. Vodňanský pivovar byl tedy jeden z nejstarších závodů toho druhu. Současně získalo město Vodňany právo sladovat, pivo vařit a prodávat ve vzdálenosti jedné míle.
Od roku 1400-1430 bylo pivovaření osobně provozované řemeslo. Dokladem jsou zmínky z městských dějin, kde jsou uvedena jména jako: Matěj, pivovar (sládek), Jan sladovník apod. Měšťané ve svých domech vařili vlastní pivo pro lepší obživu. Později bylo pivo vařeno v účelněji zařízeném společném pivovaru. Byl stanoven várečný řád, který určil, kdy který právovárečný dům může pivo vařit, kolik má sypat obilí, kolik má dodat dříví na var a jak přispívat na ostatní potřeby.

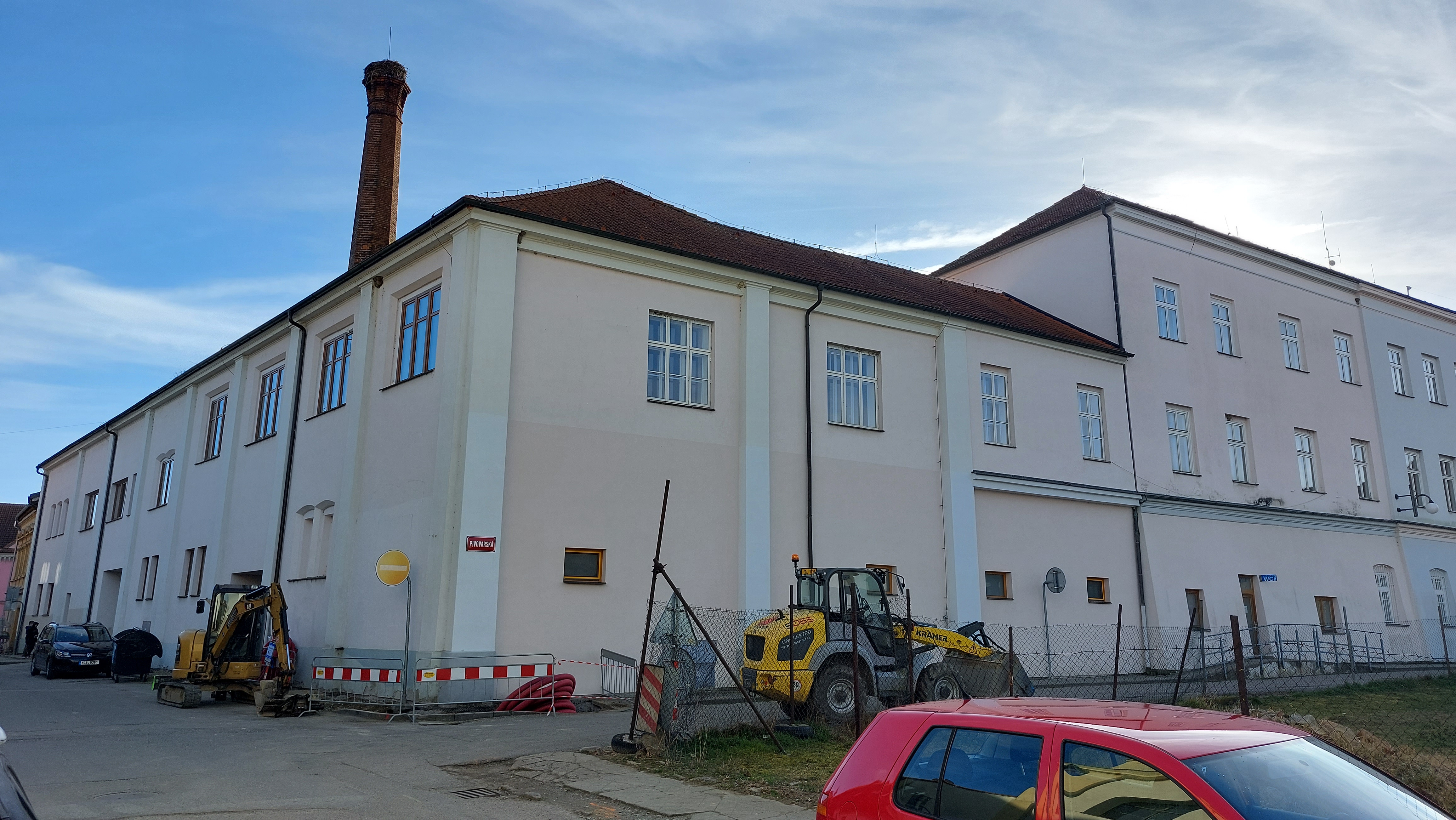
Měšťanský pivovar ve Vodňanech

Z historických zdrojů z roku 1618 je zřejmé, že ve městě byl "dům obecní s pivovarem", v němž vařili ročně 194 várek na 1720 věrtelů piva. V pobělohorském období byl pivovar konfiskován a 11. listopadu 1647 kontraktem pachtuje Marradas některé užitky i s pivovarem městu. V této době byly ve Vodňanech 4, později 5 šenkéřských domů (hostinců).

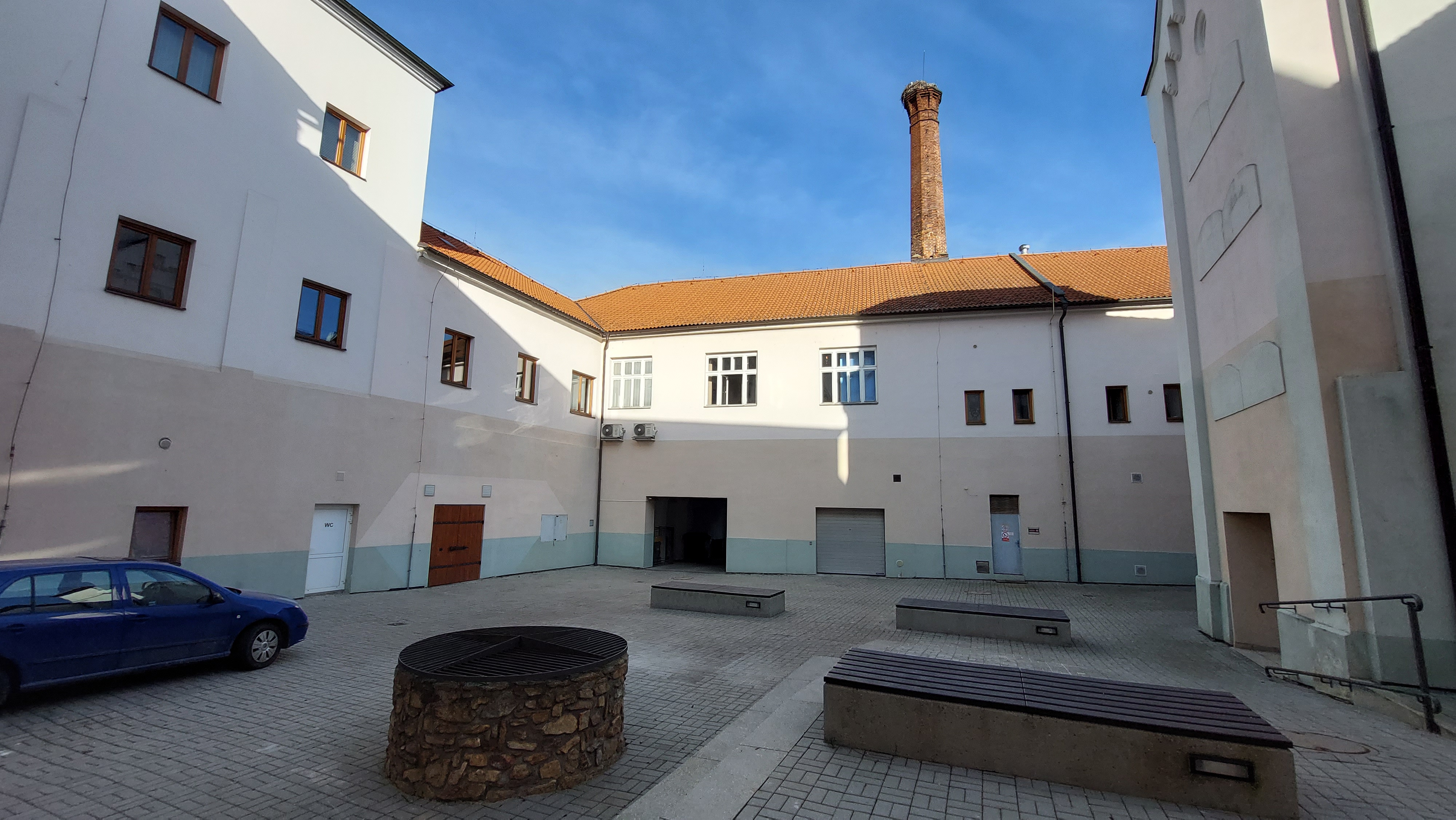
Nádvoří Měšťanského Pivovaru se zachovaným pivovarským komínem

Ke konci 17. století opět propustili obci pivovar do užívání, ale současně uvalili na město povinnost, aby z každého sudu platili pivní tác 2 zl., v místě jen 1 zl. pro císařskou korunu, takže druhý zlatý pro zástavního pána. Marradasy vystřídali Schwarzenberkové, ale Vodňanští přišli, jak se říká z deště pod okap. Hned první Schwarzenberk jim dal odvézt pánev pivní do Dřítně.
Na začátku 18. století se Vodňany ze zástavy vykoupily a tím přešel pivovar definitivně do držení obce.
8. září 1757 vypukl ve Vodňanech požár a mezi jiným shořela i radnice s pivovarem. Na místě radnice byly vystavěny kasárny a na místě pivovaru pivovar nový. Na základě žádosti magistrátu a všech majitelů domů uvnitř hradeb povolil královský úřad, aby byl ponechán pivovarní užitek  měšťanstvu ponechán a každý dům uvnitř hradeb byl jako pravovárečný zapsán a vyznačen v městských knihách. Odtud přešel pivovar do držení pravovárečnictva. Celkem bylo 141 pravovárečných domů. 

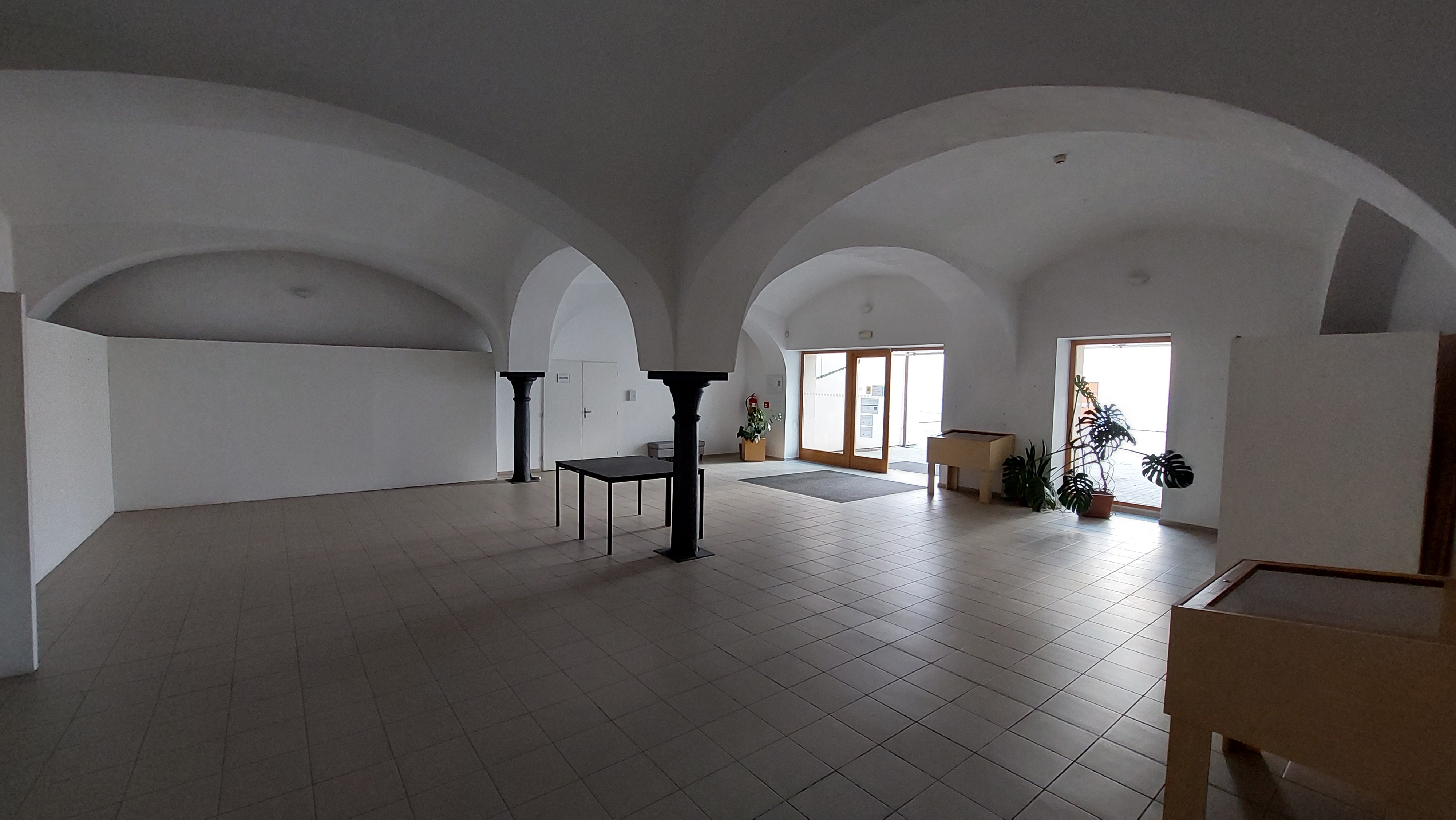
Prostory uvnitř Měšťanského pivovaru

Roku 1864 byly dřívější obecní kasárny zbourány a na jejich místě byl vystavěn nový obecní dům (radnice), ale sousedící pivovar na stavební parcele č. 59 byl ponechán, jen částečně rozbourán a vystaven i na parcele č. 60.
Historie vodňanského pivovaru je spjata nejen s objektem místní radnice. V roce 1858 získal parcelu v parkánu v současné Husově ulici. Pod bývalým mostem u Bavorské brány vybudoval velkým nákladem sklepy. Dům čp. 55/I byl postaven po roce 1860 a stal se sídlem pivovarských kanceláří. Avšak svým nehospodářstvím upadl tento domácí závod do velkých dluhů. Za přispění města a spořitelny se závod mohl dále udržet. Díky této pomoci se pivovar pomalu zotavoval a mohl provést velkou rekonstrukci. Pořízena byla nová varná zařízení, nové šrotovníky, korečkové dopravníky na slad aj. Pivovar byl poháněný třemi elektromotory.
Pivo se točilo do lahví ze zeleného či hnědého skla o objemu 0,5 l, 0,7 l, 0,5 l a jako jeden z mála pivovarů používal i netypické lahve o objemu 0,35 l.  Uzávěry na lahve se používaly patentní s litým nápisem nebo korkové. Na lahvích se objevovaly nápisy „Měšťanský pivovar Vodňany", „Neprodejný majetek firmy – Nesmí si nikdo ponechati".

### Provozní informace
Pivovar byl majitelem 12 domů a pozemků, např. kanceláře v Husově tř. č. 55. Pivovar byl spravován čtyřčlennou správní radou a desetičlenným výborem. V čele stál předseda resp. místopředseda.

### Hospodářské výsledky
Roční výroba piva byla 5000 - 7000 hl, a to 10,5° světlého ležáku a 14° Pošumavského granátu. Sladu se vyrobilo 10 - 18 vagonů pro svou potřebu i na prodej.

## Zánik pivovaru

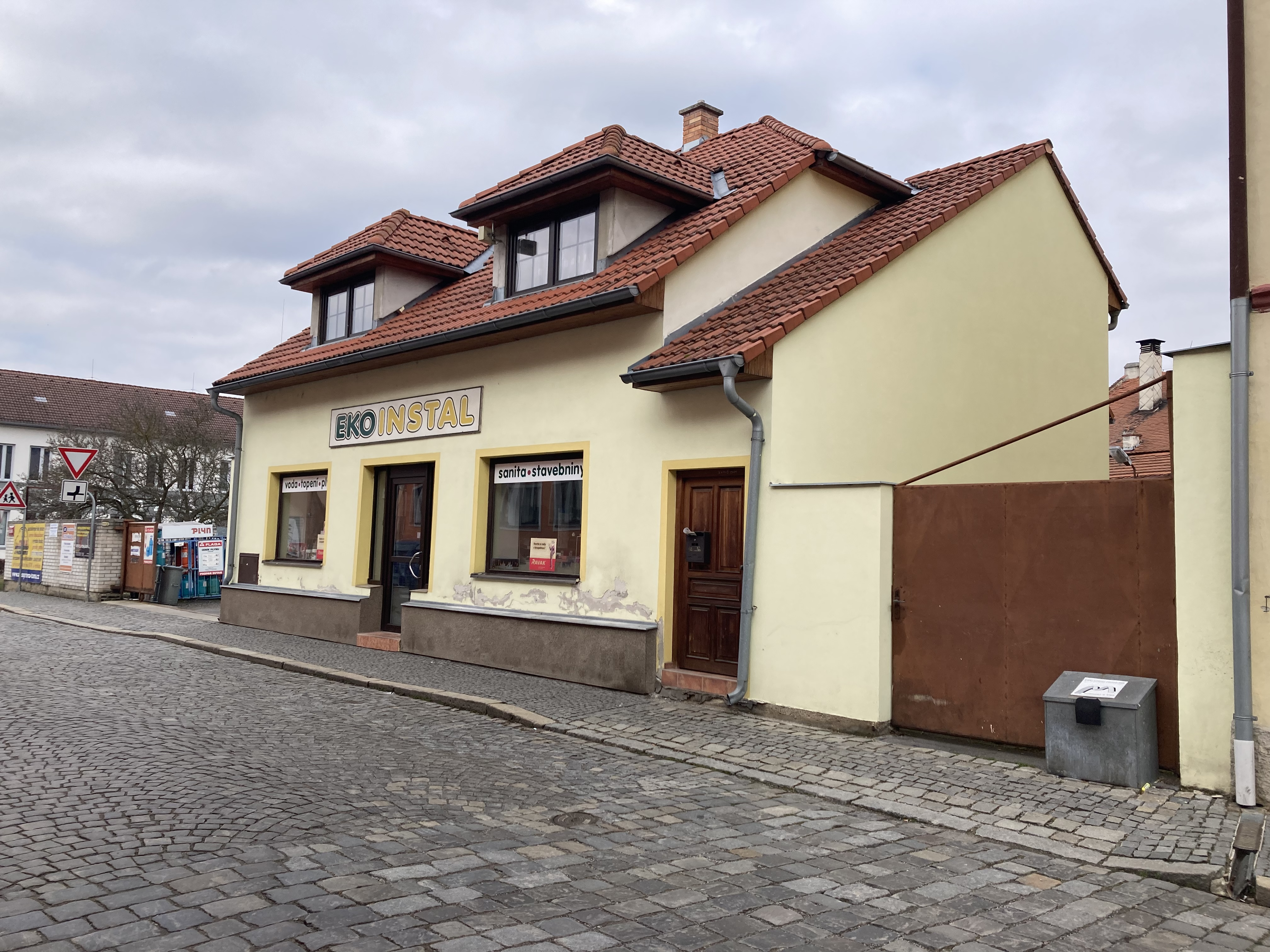
Místo bývalých skladů pivovaru

Na základě protektorátních úřadů se pivo přestalo vařit v roce 1942. Prostory pivovaru pak sloužily pouze jako sklady českobudějovického Budvaru. Likvidace pivovaru byla dokončena v roce 1951, kdy byl majetek Právovárečného měšťanstva násilně převeden na Československý stát. Původní areál pivovarských sklepů sloužil dále jako sběrna a sklady zeleniny či sídlo obchodní společnosti Hestra. Nyní se zde nacházejí sklady a prodejna instalatérského materiálu.

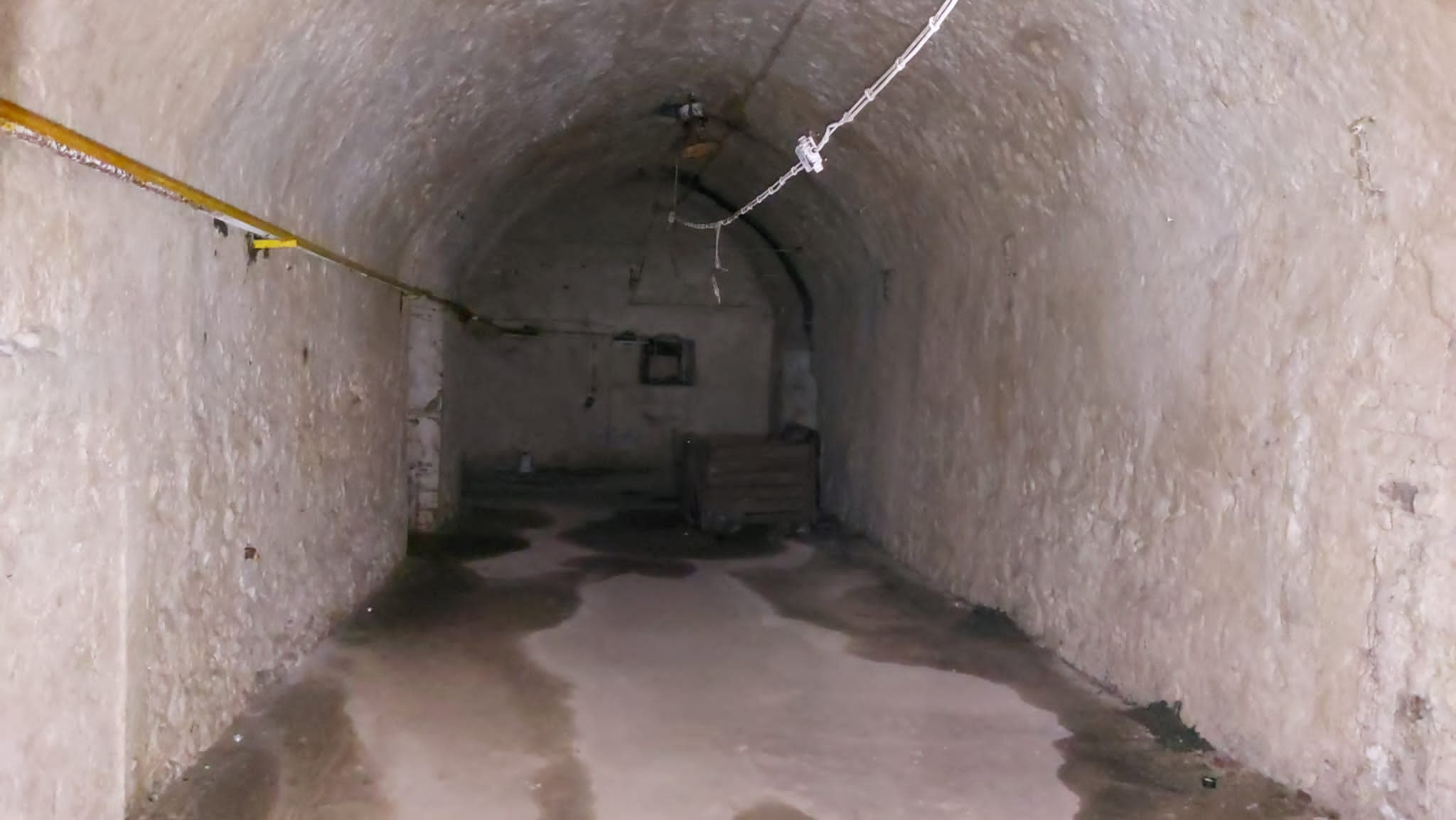
Bývalé sklady pivovaru

## Zajímavosti
- V období před 2. světovou válkou vycházely ve Vodňanských novinách reklamy na Měšťanský pivovar následujícího znění: „Vodňanské pivo je dobré a naše!“[4]
- Další reklama byla uvedena ve znění: MĚŠŤANSKÝ, ELEKTROSTROJNÍ PIVOVAR A SLADOVNA VE VODŇANECH doporučuje své uznaně výtečné, dobře vyleželé pivo výčepné světlé, zvláště pak jemný „Pošumavský 14° granát“, vyráběné z vlastních dobrých sladů a chmele jen proma Žateckého, z českých obvodů zakoupeného. - - - Objednávky se vyřizují obratem v sudech i lahvích. - - - Telefon č. 7, 7 b. Účet poštovní spořitelny čís. 11.899. - - - Podporujte svůj domácí, výhradně v českých rukou se nalézající závod.[5]